# Zebulon Baird Vance
Zebulon Baird Vance (13 mai 1830 - 14 avril 1894) est un officier militaire confédéré de la guerre de Sécession, le 37e et 43e gouverneur de Caroline du Nord puis un sénateur américain. Écrivain prolifique, Vance est devenu l'un des chefs du Sud les plus influents de la guerre civile et des périodes post-bellum. En tant que chef de file du « Nouveau Sud », Vance a favorisé la modernisation rapide de l'économie du Sud, l'expansion du chemin de fer, la construction d'écoles et la réconciliation avec le Nord. 

## Postérité
Il existe plusieurs monuments dédiés à Vance : 

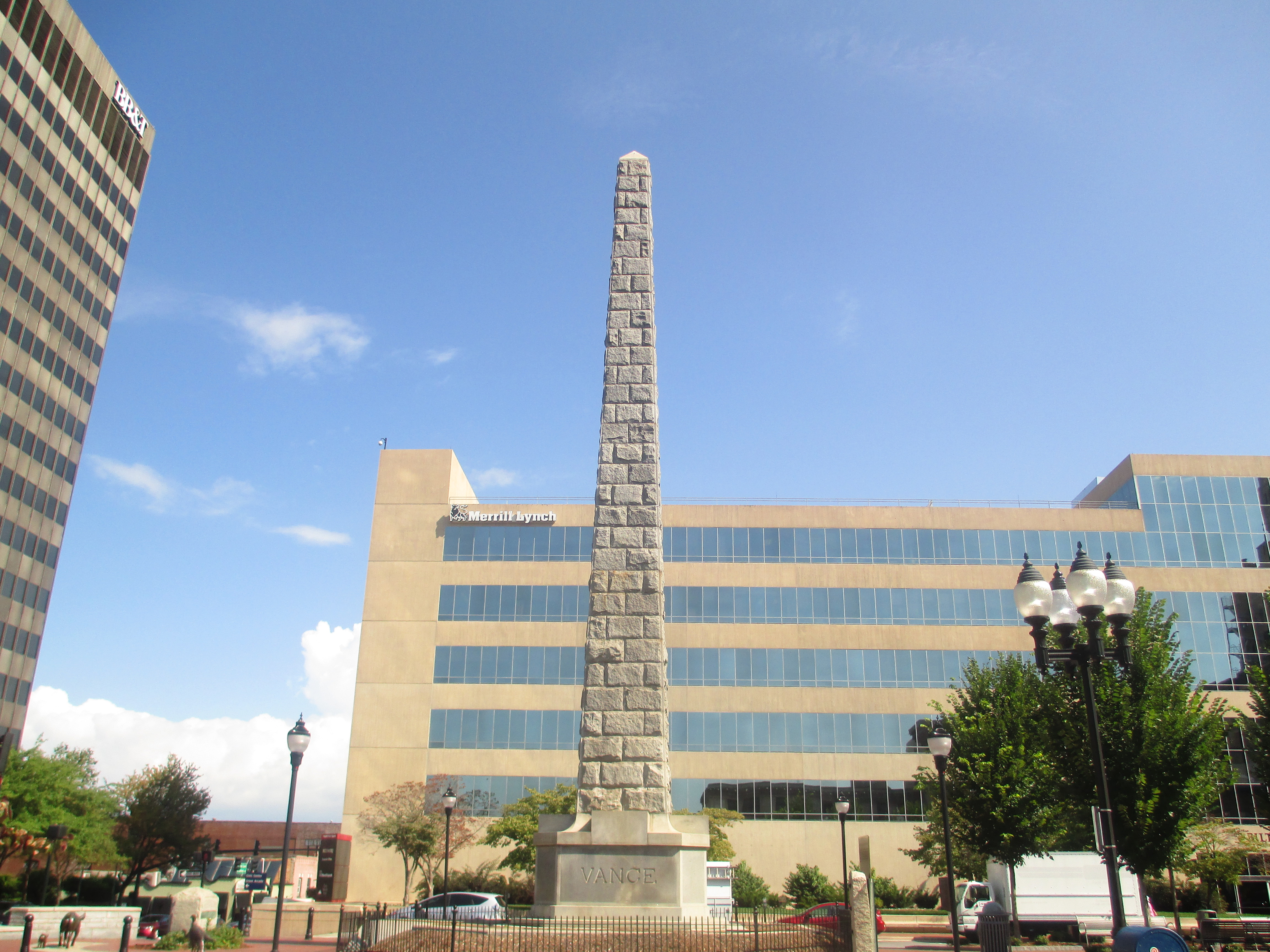
Monument à Asheville, Caroline du Nord, avec le bâtiment Biltmore à l'arrière-plan.

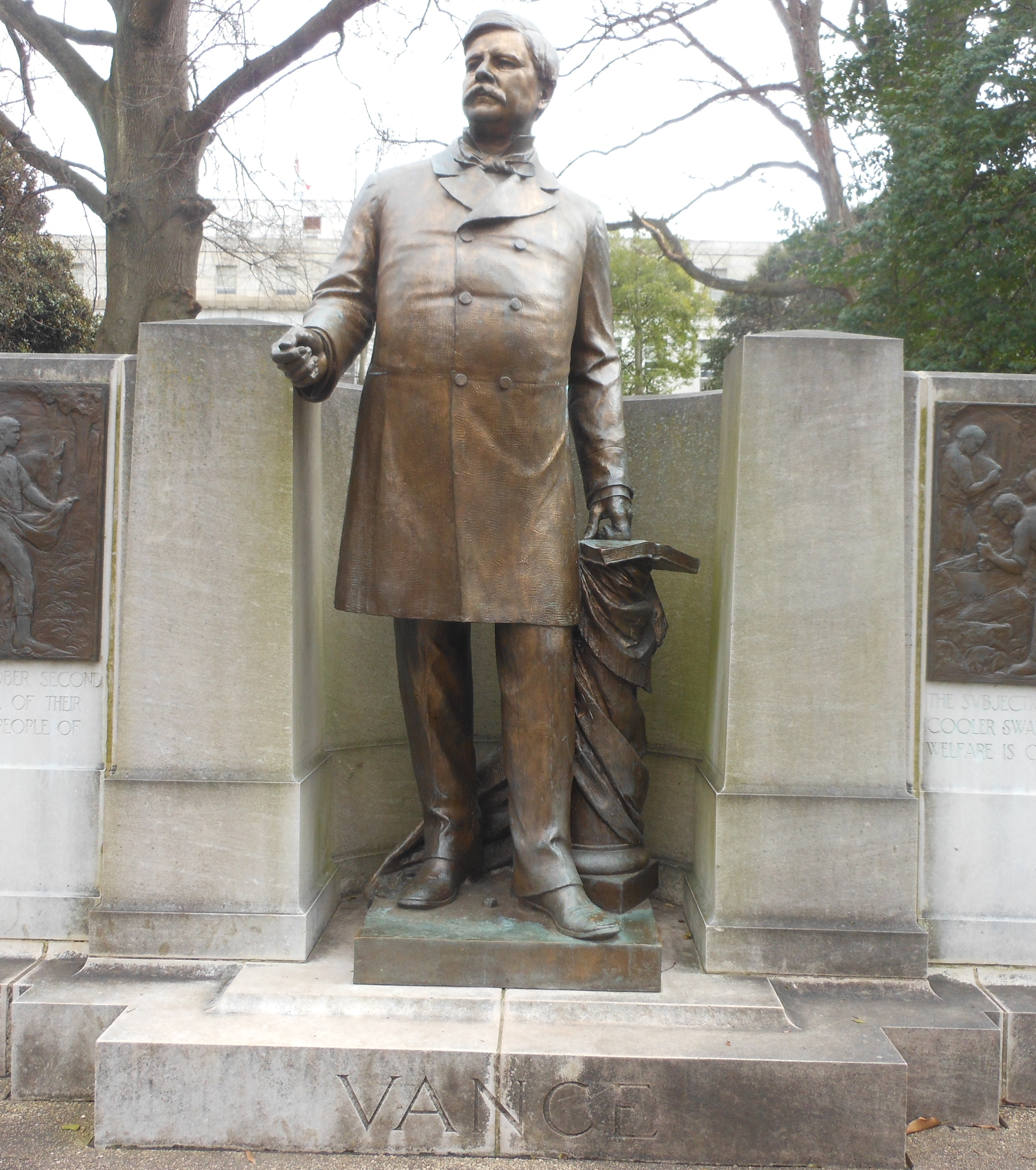
Statue de Vance à Raleigh.

- Un obélisque de 75 pieds est dédié à Vance sur Pack Square, Asheville.
- Vance House and Museum sur West Front Street à Statesville, Caroline du Nord, une maison où Vance s'est enfui après que Sherman a capturé Raleigh[2].
- Une statue sur le terrain sud du North Carolina State Capitol à Raleigh.
- Un bronze dans la collection du National Statuary Hall à Washington, DC.
- Un petit monument situé à l'emplacement de sa résidence d'après-guerre (1865-1894), dans les rues Sixth et College, à Charlotte.
- L'un des bâtiments administratifs de l'Université de Caroline du Nord à Chapel Hill est nommé Vance Hall en son honneur.
- Un portrait de Vance est suspendu dans la chambre dialectique des sociétés dialectiques et philanthropiques de l'Université de Caroline du Nord à Chapel Hill.
- Un vitrail au Salem College dans leur aile d'histoire a été érigé en mémoire du sénateur Vance en 1896.
- Son lieu de naissance est un site historique d'État à Weaverville.

Plusieurs endroits et écoles en Caroline du Nord portent le nom de Vance : 
- La ville de Zebulon, dans le comté de Wake
- La ville de Vanceboro, dans le comté de Craven
- Comté de Vance, NC
- Lycée Zebulon B. Vance à Charlotte
- École primaire Zeb Vance à Kittrell
- Vance Masonic Lodge AF & A.M. # 293 dans Weaverville
- Vance Gap Road à Asheville

Pendant la Seconde Guerre mondiale le liberty shop SS Zebulon B. Vance est nommé en son honneur.